# Hodočašće Childea Harolda
Hodočašće Childe Harolda (engl. Childe Harold's Pilgrimage) ili kraće Child Harold je veliki lirsko-epski spjev koji je napisao George Gordon Byron. Objavljen je između 1812. i 1818. godine. Termin „childe” zapravo je srednjovjekovna titula koju su nosili mladići - vitezovi pripravnici. Dio tog djela je posvećen Ianthe (zapravo Charlotte Bacon, rođenoj Harley).
Jedno je od najznačajnijih pjesničkih djela europskog romantizma. U tom pjesničkom putopisu, koji čitatelja vodi od Portugala i Španjolske do Grčke i Albanije, a onda opet niz rijeku Rajnu, pa kroz Švicarsku i Italiju do Rima, Byron je stvorio lik mladića melankoličnog i neshvaćenog, koji bježi od konvencija aristokratskog društva u kojem je odrastao i koji u drukčijim kulturama i na drugim, uzbudljivim mjestima traži smisao života. Taj lik je, u stvari, pjesnikov vlastiti autoportret. U njemu Byron gradi mit o samom sebi kao buntovniku i kao žrtvi, kao grešniku koji odbija pokajanje i kao nesretnom stradalniku koji traži utjehu. Njegov Childe Harold putuje svijetom i nosi svoju bol, prepoznatljivu romantičarsku „svjetsku bol” kojom su se vodili neki mladi onoga vremena, još od Goetheova Werthera, koji je bio njihovo prvo utjelovljenje.